# Фьодор Гершелман
Фьодор Константинович Гершелман (на руски: Федор Константиновеч Гершельман) е руски офицер, генерал от кавалерията. Участник в Руско-турската война (1877 – 1878).

## Биография
Фьодор Гершелман е роден на 1 януари 1853 г. в Санктпетербургска губерния в семейството на потомствен дворянин от тюрингския род Гершелман. Ориентира се към военното поприще. Завършна Пажеския военен корпус и с производство в първо офицерско завание прапорщик и назначение в Лейбгвардейския конно-гренадирски полк (1870). Завършва Николаевската академия на Генералния Щаб на Руската армия и служи в Гвардейската конна артилерия.
Участва в Руско-турската война (1877 – 1878). През април 1877 г. на война в България заминават всички мъже от семейство Гершелман: бащата генерал-адютант Константин Гершелман командир на XXIV пехотна дивизия, синовете щабс-капитан Сергей Гершелман офицер в Западния руски отряд и щабскапитан Фьодор Гершелман офицер в 14-и армейски корпус. Бие се храбро в Добруджа в състава на Долнодунавски отряд с командир генерал-лейтенант Аполон Цимерман. В края на войната е офицер в Полевия щаб на Действащата армия. Награден е за командирско умение и лична храброст с орден „Света Ана“ III ст. и орден „Свети Владимир“ IV ст.
След войната служи последователно като началник на Оренбургското казашко юнкерско училище (1881), командир на 38-и Владимирски драгунски полк, началник на щаба на Кубанската казашка войска с военно звание генерал-майор (1895), военен губернатор на Кутаиси (1898 – 1901). Повишен е във военна звание генерал-лейтенант с назначение за началник на щаба на Варшавския военен окръг (1901). Повишен е в звание генерал от кавалерията от 1908 г. Член е на Военния съвет при Военния министър (1912) и на Военно-криминалния съд (1916).
Генералът от кавалерията Федор Гершелман е автор на множество военноисторически и военно-теоретични трудове. Сред тях са и неговите „Спомени за Руско-турската война (1877 – 1878)“, издадени през 1908 г. Председател е на Варшавския клон на Императорското военноисторическо дружество. Награден е с висшия руски военен орден „Свети Александър Невски“ (1911).
Родственици: баща Константин Гершелман, генерал от пехотата; брат Сергей Гершелман, генерал от кавалерията.